# Empalme el Águila
Empalme el Águila är en ort i Mexiko.   Den ligger i kommunen Empalme och delstaten Sonora, i den nordvästra delen av landet, 1 500 km nordväst om huvudstaden Mexico City. Empalme el Águila ligger 10 meter över havet och antalet invånare är 103.
Terrängen runt Empalme el Águila är platt, och sluttar söderut. Runt Empalme el Águila är det ganska tätbefolkat, med 104 invånare per kvadratkilometer. Närmaste större samhälle är Empalme, 6,1 km väster om Empalme el Águila. Omgivningarna runt Empalme el Águila är i huvudsak ett öppet busklandskap.